# Bức chân dung ma thuật
Bức chân dung ma thuật (tiếng Nga: Волшебный портрет, tiếng Trung Quốc: 魔术的肖像/Ma thuật đích tiêu tượng) là một bộ phim thần tiên - cổ tích của đạo diễn Gennady Vasilyev, ra mắt lần đầu năm 1997.

## Diễn viên
- Sergey Shnyryov... Ivan
- Cao Lị... Tiểu Thanh
- Valentina Telichkina... Mẹ Ivan
- Andrey Martynov... Tit
- Vladimir Antonik... Công tước
- Irina Livanova
- Natalia Goncharova... Chủ quán trọ
- Tszjangjuang Chang
- Vladimir Yepiskoposyan... Khách trong quán trọ
- Yegeny Gerchakov... Khách trong quán trọ
- Sergey Galkin
- Lưu Tuần... Lão Chun
- Lưu Ngọc Đình... Thị tì trong cung điện
- Lưu Diệp... Ngạn Luân (anh trai của Tiểu Thanh)
- Ariadna Shengelaya... Baba Yaga
- Ngọ Mã... Yuan Pa
- Hồ Hân... Người hầu
- Anna Skvarnik... Motya

## Ê-kíp
- Thiết kế sản xuất: Mikhail Kartashov, Olga Kravchenya

## Vinh danh
- Huy chương vàng của ban giám khảo - Liên hoan phim thanh thiếu niên Moskva (1997)
- Giải thưởng Hiệp sĩ vàng - Liên hoan phim quốc tế Moskva (1998)